# Monique Coker
Monique Coker (New York, 28 novembre 1982) è un'ex cestista statunitense, professionista nella WNBA.